# Gyptitia gonialis
Gyptitia là một chi bướm đêm thuộc họ Crambidae. Chi này chỉ gồm loài Gyptitia gonialis, thường thấy ở Sulawesi.